# Hypnopomp hallucination
Hypnopompa hallucinationer avser hallucinationer som uppkommer i samband med uppvaknandet.
Tillståndet antas uppkomma genom ett ofullständigt uppvaknande från REM-sömn, där effekten blir att delar av hjärnan fortfarande befinner sig i REM-sömn när man är vaken, och att man alltså drömmer vaken. Hypnopompa hallucinationer kan förekomma som isolerat fenomen, men kan också vara ett delsymptom i vissa sömnstörningar, i första hand narkolepsi. Sömnparalys förekommer ofta tillsammans med hypnopompa eller hypnagoga hallucinationer, och det sammanhänger med att den bakomliggande uppkomstmekanismen, det vill säga ett ofullständigt uppvaknande från REM-sömn, är gemensam för både sömnparalys och hypnopompa hallucinationer.